# カルフール
カルフール（フランス語: Groupe Carrefour）は、フランス・パリ近郊ブローニュ＝ビヤンクールにグループ本社を置き、世界各地にスーパーマーケットチェーンを展開する小売企業。取締役会長（PCA）はアモウリ・ド・ソズ、代表執行役（DG）はラー・オロフソン。スーパーマーケット本社はマシーにある。「カルフール」とは、フランス語で交差点を意味する。
店内にはオートウォークと呼ばれるスロープ方式（階段式でない）のエスカレーターがあり、インラインスケートを履く案内係がいる。

## 歴史
1958年にマルセル・フルニエらがアヌシーで創業する。世界で初めてスーパーマーケットと百貨店を結合したハイパーマーケットの概念を導入し、1963年にパリ近郊に最初のハイパーマーケット店を出店、1976年には50種類の食料品をブランド最低価格で販売することを宣言する。1999年にフランスのスーパーマーケット「プロモデス」を合併するほか、2005年には同じくフランスの大手スーパー「シャンピオン」を買収する。2018年6月、Googleとの提携により、同社のプラットフォームを利用した生鮮食料品の販売を、世界で初めて行うことを発表した。
2021年には当社がアリマンタシォン・クシュタール（Alimentation Couche-Tard）によるを買収を受けることで両者が合意した。しかしフランス政府が拒否権を行使したため、最終的には友好的業務提携にとどまっている。
また同年、カルフールのベルギー法人は、アマゾンやパンタナルの熱帯雨林や湿原の環境破壊を問題視し、同地で飼育された牛の肉を使用しているとみられるコンビーフ、ビーフジャーキー、高級部位のカット肉などを店頭から撤去すると表明した。

## 国際展開
EU各国の他、ブラジル、ルーマニア、北米、アジアにも店舗展開する。インドネシアにも店舗展開する。東南アジアではタイ、マレーシア、シンガポールにも進出していたが、撤退した。韓国にも進出するが、2006年に中堅流通の「イーランドグループ」へ売却され、「ホームエバー」に改称されたが、後に三星テスコに買収され全店舗がホームプラスに転換された。

### 日本

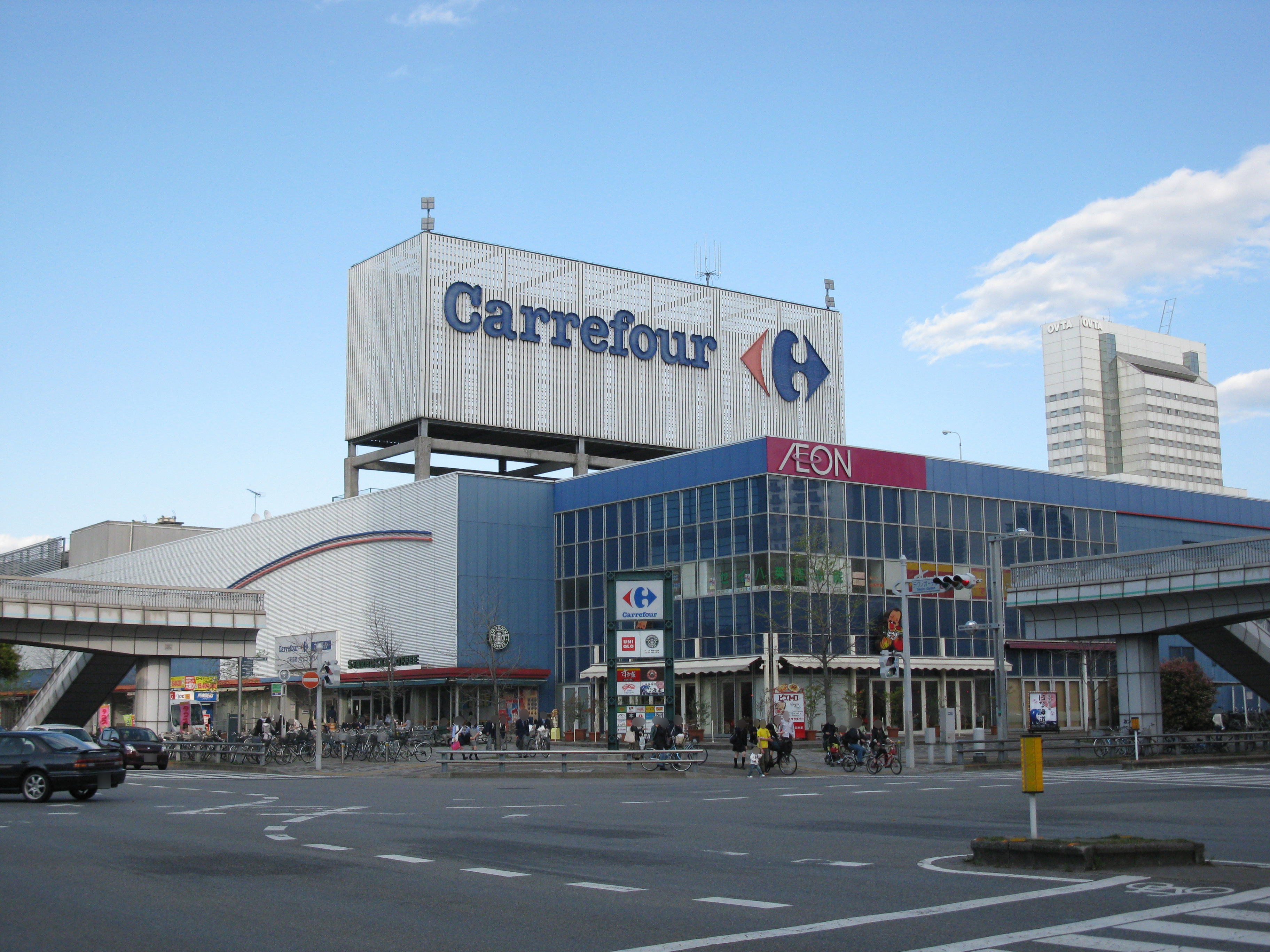
カルフール幕張（現・イオン海浜幕張店）

2000年、日本での事業展開を見据えたカルフール・ジャパン株式会社を設立し出店を実施。その後、2005年3月10日、業績悪化を理由に同社をイオンに売却、カルフール・ジャパンはイオンマルシェに商号変更。カルフールブランドの継続展開を同社と提携し、5年間は引き続き「カルフール」として展開していた。店舗名称使用ライセンス契約の期間満了である2010年3月9日をもって、日本における「カルフール」ブランドは消滅。翌日の3月10日に店舗名称を「イオン」に変更した。なお、イオンマルシェは2010年12月1日にイオンリテールに吸収合併されて消滅した。

### 中国

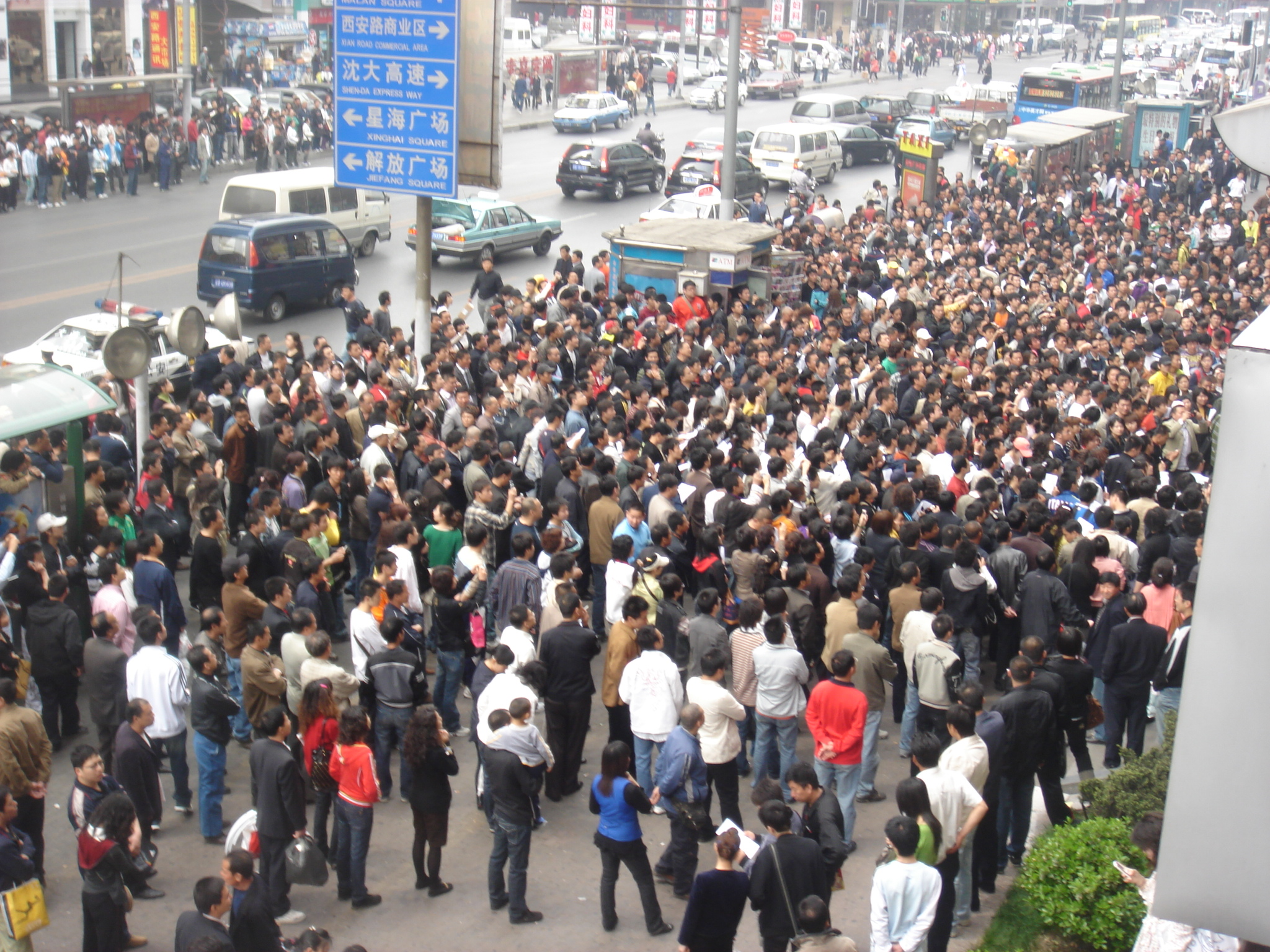
大連市黄河路店での抗議活動（2008年4月20日）

中華人民共和国では、1995年に外資系スーパーとして初進出。「家乐福」の名称で北京・上海・天津・青島・広州・大連などで展開している。
2008年にチベット騒動を武力鎮圧した中国を非難した欧米各国の中でフランスのサルコジ大統領が中国を非難した発言が報道される。この報道を受け、「カルフールで買うのはやめよう」という内容や、「5月1日に全国のカルフールで、精算せずに品物を持ち去ったり、店内を破壊したり」することを勧める内容の携帯電話を用いたメールが配布され、カルフール不買運動が起きる。店の前で抗議し、大型トラックが置かれ客入りを阻止したりする動きが中国各地で起きた。
しかし、四川大地震の際に、カルフールが四川大地震への義援金を拠出したことで、騒動は鎮静化を見せた。なお、不買運動の原因には、カルフールの大株主であるルイ・ヴィトン社が、チベット独立派を支持して多額な資金援助を行ってきたとする報道があったこともあるとされるが、ルイ・ヴィトン社は、これを否定する。
2012年9月、中国での日本政府による尖閣諸島国有化に抗議する反日デモ激化を受け、中国店舗では日本製品の撤去を開始した。8月のアナリスト向け説明会において、ジョルジュ・プラサ最高経営責任者（CEO）はフランス・ブラジル・中国等の主要市場へ注力する方針を表明している。
2019年6月23日、ラオックスを買収した中国の家電量販店大手の蘇寧電器グループに売却。カルフール中国の株式の80パーセントが蘇寧電器に渡ったが、2022年に30店舗、2023年前半に100店舗以上が閉鎖されるなど業績不振に陥った。

### コロンビア
コロンビアでは、2012年10月18日に現地法人をセンコスッド社に売却し撤退。センコスッド社はブランド名を Jumbo に衣替えしたことから、同地域でのカルフールブランドは消滅した。

### マレーシア
マレーシアでも、同年10月31日に現地法人をイオングループの「イオンマレーシア」に売却。イオンマレーシアは、現地法人名称をカルフールから「イオンビッグマレーシア」に変更し、店舗名も「イオンビッグ」（日本における「ザ・ビッグ」に相当）に変更、マレーシアにおける「カルフール」ブランドは消滅した。

### 台湾
台湾では、統一企業との合弁企業である「家福股份有限公司（Presicarre Corp）」が「家樂福」の名称で台北・台中・台南・高雄・桃園・南投などを中心に100店舗超を展開している。2000年以降、台湾各地の量販店を買収し（台湾テスコ、台糖量販等）、2020年には香港系でジャーディン・マセソン傘下のデイリーファーム(牛奶國際）から傘下の頂好WellcomeとJasons Market Placeを買収した（現統康生活事業）。2021年1月より頂好Wellcomeは「Carrefour market 家樂福超市」、JASONS MARKET PLACEは「Mia C'bon Market」にそれぞれブランド変更された。2022年7月19日、統一企業は子会社である統一超商と共同でフランス側が持つ株式60％を311億台湾ドルで買収することを発表。2023年6月30日、売買が完了し、100％台湾資本となった(出資比率は統一企業（89.5%）、統一超商（10.5%）)。なお、同時にカルフール商標の使用権も取得し、当面は「家樂福」の店舗名が維持されることとなる。